# Янгі-Аул (Ішимбайський район)
Я́нгі-Ау́л (рос. Янги-Аул, башк. Яңауыл) — присілок у складі Ішимбайського району Башкортостану, Росія. Входить до складу Ішеєвської сільської ради.
Населення — 116 осіб (2010; 107 в 2002).
Національний склад:
- татари — 47%
- башкири — 28%